# Метрополія Ісламабад-Равалпінді
Метрополія Ісламабад-Равалпінді (урду: اسلام آباد۔ راولپنڈی میٹروپولیٹن علاقہ) є третьою за величиною агломерацією Пакистану після Карачі та Лахора. Вона складається з міст-побратимів Ісламабад і Равалпінді.
Територія, що охоплює плато Потохар, складається з колоніального міста Равалпінді та сучасного планованого міста Ісламабад. Регіон отримав великий бум із будівництвом Ісламабаду як столиці Пакистану в 1960-х роках.

## Географія
Ісламабад і Равалпінді розташовані в регіоні Потохар на півночі Пенджабу або Панджістану, на фоні пагорбів Маргалла.

## Економіка
Ісламабад є чистим вкладником в економіку Пакистану, оскільки, хоча тут проживає лише 0,8% населення країни, він сприяє 1% ВВП країни. Ісламабадська фондова біржа, заснована в 1989 році, є третьою за величиною фондовою біржею Пакистану після фондової біржі Карачі та Лахорської фондової біржі, і була об’єднана, щоб створити Пакистанську фондову біржу. Біржа нараховувала 118 членів із 104 юридичними особами та 18 фізичними особами. Середньоденний оборот біржі становить понад 1 млн акцій.

## Інфраструктура
Район метро з'єднаний мережею автомагістралей з рештою країни. У межах району метро Ісламабадське шосе та Срінагарське шосе забезпечують основне сполучення між Ісламабадом і Равалпінді. Територія розділена Великою магістральною дорогою, яка з'єднує регіон з Лахором і Пешаваром. Новіша автомагістраль M2 з'єднується з Лахором, а через Лахор - з портовим містом Карачі.